# Felt (Oklahoma)
Felt es un lugar designado por el censo (en inglés, census-designated place, CDP) ubicado en el condado de Cimarrón, Oklahoma, Estados Unidos. Según el censo de 2020, tiene una población de 77 habitantes.

## Geografía
La localidad está situada en las coordenadas 36°33′48″N 102°47′41″O / 36.56333, -102.79472. Según la Oficina del Censo de los Estados Unidos, Felt tiene una superficie total de 1.36 km², correspondientes en su totalidad a tierra firme.

## Demografía
Según el censo de 2020, hay 77 personas residiendo en Felt. La densidad de población es de 56.6 hab./km². El 77.92% de los habitantes son blancos, el 10.39% son de otras razas y el 11.69% son de una mezcla de razas. Del total de la población, el 28.57% son hispanos o latinos de cualquier raza.